# John Reesinck
John Reesinck MHM (* 22. Februar 1881 in Delft, Niederlande; † 7. November 1963) war ein niederländischer römisch-katholischer Ordensgeistlicher und Apostolischer Vikar von Nilo Superiore.

## Leben
John Reesinck trat der Ordensgemeinschaft der Missionsgesellschaft vom hl. Joseph von Mill Hill bei und empfing am 19. September 1908 das Sakrament der Priesterweihe.
Am 29. März 1938 ernannte ihn Papst Pius XI. zum Titularbischof von Thinis und zum Apostolischen Vikar von Nilo Superiore. Der Erzbischof von Westminster, Arthur Kardinal Hinsley, spendete ihm am 1. Mai desselben Jahres die Bischofsweihe; Mitkonsekratoren waren der Bischof von Brentwood, Arthur Henry Doubleday, und der Weihbischof in Westminster, Edward Myers.
John Reesinck trat im März 1951 als Apostolischer Vikar von Nilo Superiore zurück.